# Brigitta Malche
Brigitta Malche (née Brigitta Maria Cäcilia Mairinger) est une artiste austro-suisse née le 12 mars 1938 à Linz (Autriche) qui possède un double droit de cité, à Zurich et à Vilters-Wangs (canton de Saint-Gall). Outre la peinture sur toile, elle signe de nombreux autres types d'œuvres, notamment des installations son et lumière ainsi que des travaux dans le domaine « Art et Architecture ».

## Biographie
De 1956 à 1963, Brigitta Malche étudie à l'Académie des beaux-arts de Vienne auprès de Sergius Pauser. Parallèlement, elle suit en 1957 l'enseignement d'Oskar Kokoschka à l'Académie d'été internationale des beaux-arts de Salzbourg.
Cinq distinctions lui sont attribuées au cours de ses études :
- Meisterschulpreis für Malerei (prix de peinture), 1957
- Goldene Fügermedaille (médaille d'or Füger de peinture), 1960
- Klassenpreis für Kunsterziehung (prix d'éducation artistique), 1960
- Silberne Fügermedaille (médaille d'argent Füger de peinture), 1962
- Klassenpreis für Kunsterziehung (prix d'éducation artistique), 1963.

Brigitta Malche obtient en 1963 le diplôme d'artiste-peintre délivré par l'Académie des beaux-arts de Vienne ainsi que celui de professeur d'éducation artistique dans l'enseignement supérieur. Jusqu'en 1970, elle occupe le poste de professeur aux lycées musico-pédagogiques de Linz et de Vienne. À partir de cette époque, elle peut se consacrer entièrement à son art.
Brigitta Malche vit à Zurich avec son mari Yves Schumacher.

## Domaines d'activité artistique

### Peinture (phases)
Constructivisme

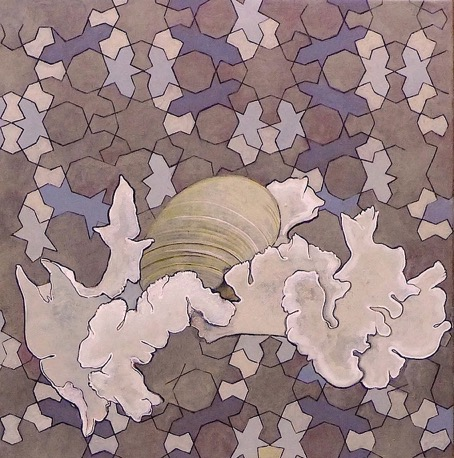
Rose Bubble

Les tableaux postérieurs à 1977 (série Japon), qui se présentent d'abord comme des extraits de l'architecture, démontrent comment il est possible d'ériger en système des principes constructivistes assez hermétiques et une « rectangularité complexe ». L'historienne Hertha Schober parlait de « constructivisme inspiré » : « plans fermés, rangées de poutres ouvertes, ciel bleu - verrouillage, accès bloqué, ouverture, volonté de communication […]. »
Méditation
Changement de paradigme en Chine : aucune chinoiserie, aucun travail sur la Chine, mais des travaux issus de la Chine. Brigitta Malche puise notamment son inspiration dans l'ornement traditionnel des fenêtres tendues de papier de riz et décloisonne la rectangularité en faisant entrer une lumière fluide et ténue dans ses toiles. Dans un autre cycle d'œuvres, elle anime les hexagrammes de l'oracle chinois Yi Jing incorporant des nuances de blanc délicates, où s'expriment le changement et la mutation de phénomènes liés aux forces polaires. Cette approche préfigure les installations de lumière et tableaux de méditation que l'artiste signera plus tard.
Exploration de la nature
La série de tableaux datant de 2001 est dédiée aux végétaux et à la lumière vitale pour leur croissance. Brigitta Malche se sert pour cela de graphite et de feuille d'argent dont les propriétés réflectives reproduisent la lumière emprisonnée par la matière. L'artiste s'intéresse toujours plus à la nature et à ses structures. Utilisant une technique proche du collage, elle parvient à condenser des motifs issus des domaines les plus divers de la zoologie et de la botanique. C'est ainsi que les coquilles d'escargots terrestres ou de coquillages marins s'entrelacent dans la formation de leur réseau moléculaire ou qu'apparaissent une à une toutes les étapes de la construction d'un réseau cristallin. L'artiste associe des schémas empruntés au microcosme et au macrocosme, à l'abstrait et au figuratif, à la gestuelle et à l'ornement géométrique.

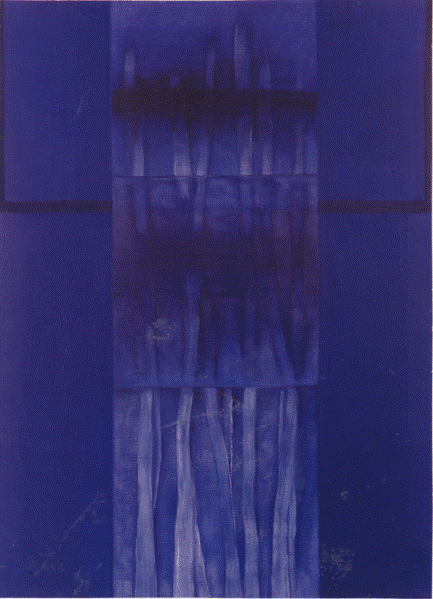
Lieux bleus
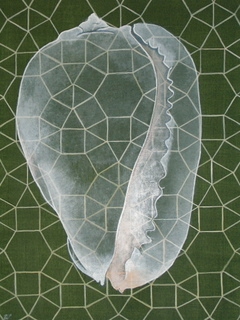
Cauri

### Art et Architecture (exemples)

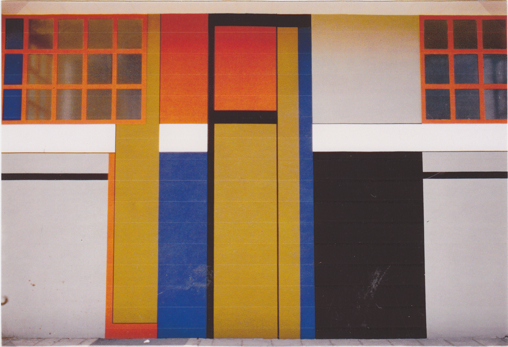
ensemble de bâtiments Am Schöpfwerk, Vienne

- 1978 : « Am Schöpfwerk », Vienne. Pour ce complexe d'immeubles d'habitation conçu par l'architecte Viktor Hufnagl et comprenant 1552 appartements, Brigitta Malche a réalisé un système de guidage coloré qui permet aux habitants de se repérer[4]. « Le travail d'agencement de plus d'un millier de mètres carrés a précédé immédiatement ce qu'elle a développé dans les tableaux d'architecture de sa ‹ Série Japon › peints en 1977/1979 », avait écrit à ce propos le critique d'art viennois Kristian Sotriffer[5].
- 1980/81 : coffre-fort de la Banque nationale suisse (BNS) à Berne, (cabinet d'architecture et d'urbanisme Atelier 5, Berne) : peintures murales couvrant env. 1 000 m2.
- 1983 : centre paroissial « St. Clara » de Bâle : sol et scène, peinture murale
- 1984 : Union de Banques Suisses (UBS), filiale Schaffhauserplatz, Zurich : aménagement artistique de la salle des guichets
- 1987 : Höhere technische Bundeslehranstalt (école professionnelle supérieure) de Leonding (HTBL), Autriche : relief mural
- 2007 : église de l'hôpital psychiatrique Wagner-Jauregg, Linz : aménagement artistique intérieur[6]

### Installations (exemple)

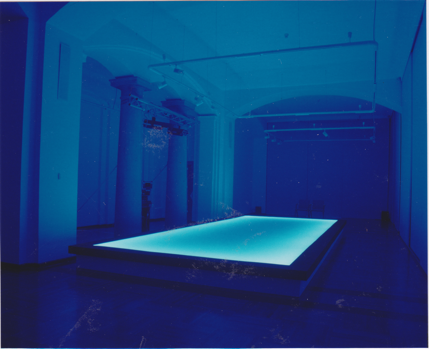
Installation son et lumière Polarité

En 1996, Brigitta Malche conçoit, sous le titre « Fragile – Handle with Care », une exposition dont elle assure le commissariat et qui se tient dans le service des collections de l'Académie des Beaux-Arts de Vienne. Elle invite 14 collègues artistes à donner une réponse contemporaine au tableau d'un maître ancien. Elle-même contribue en transformant l'opulence baroque d'une nature morte de Nicola Malinconico en sensualité immatérielle : le motif de la pastèque présent dans le tableau renaît sous forme d'une installation de lumières chromatiques d'où naît une explosion cosmique.

## Style et technique
Au cours des études, Brigitta Malche a été entre autres initiée aux techniques utilisées par les peintres primitifs flamands. Après avoir créé, pour ses premières expositions, des œuvres à l'acrylique sur toile, elle revient plus tard aux techniques de peinture traditionnelles à la gouache et à l'huile. Aujourd'hui, elle peint essentiellement en utilisant de la tempéra à l'œuf qu'elle confectionne elle-même, ce qui lui permet de réaliser des œuvres où l'application de couches successives produit un effet de lasure.
De 1971 à 1980, l'artiste expose à Genève, Zurich et Vienne. Dès la première exposition à la « Galerie Palette » zurichoise, les œuvres présentées révèlent une référence à la tradition zurichoise de l'art concret. Le choix des couleurs primaires que sont le rouge, le bleu et le jaune suggère aussi l'influence de Piet Mondrian qui concevait l'art comme la « relation exclusive de lignes et de couleurs pures ». L'artiste n'a pourtant jamais considéré être représentative de l'art concret, d'autant que la structure verticale et horizontale de ses tableaux intègre des vecteurs d'émotion sous forme d'arrondis et d'ombres. La critique d'art et directrice de musée Erika Billeter avait écrit à ce propos : « Si l'on veut inscrire les œuvres de Brigitta Malche dans le courant de l'art moderne, alors il faut revenir à celles de Léger et Mondrian. C'est là que se trouvent ses racines. La base constructiviste de ses tableaux regorge d'abréviations empruntées aux éléments architecturaux de différentes cultures. On y reconnaît des fragments de colonnes, des volutes et des architraves. Cependant aucune des compositions ne reproduit tels quels des fragments d'architecture, mais en donne un reflet. »
Richard Paul Lohse, l'un des principaux représentants de l'art concret et constructif, préface en 1978 le catalogue d'une exposition de Malche à la galerie Schlégl de Zurich. Il écrit : « Une attitude conséquente caractérise la période actuelle, dominée par les poutres grillagées à section rectangulaire. Des formulations ancrées dans le vocabulaire traditionnel de l'architecture et des machines caractérisaient encore les tableaux jusqu'à une époque très récente […]. Son projet actuel est d'autant plus remarquable qu'il quitte le chemin largement éprouvé de la multiplicité des formes pour emprunter la voie difficile de la rectangularité, où l'imagination offre beaucoup mais où la réalisation réduit tout. »
Un séjour de deux ans à Pékin, où elle dispense un enseignement à l'Académie des Beaux-Arts et entretient des contacts avec l'artiste Huang Rui et le groupe Xingxing, marque un tournant dans son œuvre. Le constructivisme auquel elle avait été fidèle jusque-là évolue vers une peinture méditative qui se caractérise entre autres par un recours au clair-obscur plein de sensibilité. Étant donné qu'en peinture la physique impose des limites à la lumière, Malche élargit son œuvre en y introduisant des installations de lumière. C'est surtout l'installation Quatre éléments présentée au musée des Beaux-Art de la ville de Zurich (Kunsthaus Zürich) qui a fait grand bruit. Présentée tout d'abord à la fin de l'été 1991 dans le bâtiment de la Sécession viennoise, elle a attiré un nombre record de visiteurs, soit plus de 17 000 personnes. L'installation a été également exposée au musée Xantos Yanos, dans la ville hongroise de Györ.
Depuis plusieurs années, l'artiste explore les interrelations entre l'aspect extérieur de composants de la nature et la force intrinsèque qu'ils recèlent. C'est ainsi qu'elle abstrait des cristaux, des escargots de mer, des carapaces de tortues ou encore des chrysalides de papillons pour établir le lien entre leur apparence et leur vie intérieure. Restituant en langage pictural l'interconnexion entre surface et profondeur, elle relie l'esthétique du visible aux réalités biologiques de l'invisible et réalise ainsi la synthèse des références concrètes et des plans géométriques de la Nature.

## Expositions (sélection)

### Expositions muséales
- 1971 : Association d'art de Haute-Autriche, musée du château de Linz : exposition des membres
- 1972 : Oberösterreichischer Kunstverein, musée du château de Linz : Vier Frauen
- 1972 : palais de l’Athénée, Genève : Collection Duo d’art
- 1975 : Secession Wien : exposition de groupe
- 1975 : Neue Galerie der Stadt Linz – Wolfgang Gurlitt Museum : Avant-garde de la Haute-Autriche
- 1976 : Museum für Gestaltung Zürich : Kunstszene Zürich (sélectionnée par le jury)
- 1978 : Helmhaus Zürich : collection de la Banca del Gottardo
- 1979 : Sécession Vienne : Concepts 79
- 1979 : Sécession Vienne : membre de la Sécession
- 1980 : Art 11'80 Bâle (Galerie Istvan Schlégl, Zurich)
- 1984 : Sécession Vienne : Identitätsbilder / 20 ans INTAKT
- 1984 : Helmhaus Zürich : Kunstszene Zürich (sélectionnée par le jury)
- 1985 : Kunstmuseum Olten : 5e biennale Swiss Art
- 1985 : Kunsthaus de Zurich : Kunstszene Zürich (sélectionnée par le jury)
- 1988 : Kunsthaus de Zurich : exposition des membres de l'association GSBK (Schweizerische Gesellschaft Bildender Künstlerinnen)
- 1990 : musée de Hanau, château de Philippsruhe : Drei Wege aus einer Meisterschule. Prof. Sergius Pauser
- 1990 : musée d'art de Thurgovie, chartreuse d'Ittingen : Unikat und Edition
- 1990 : Helmhaus Zürich : Unikat und Edition
- 1990 : Helmhaus Zürich : acquisitions de la ville de Zurich
- 1991 : Oberösterreichisches Landesmuseum (Musée de l'État de Haute-Autriche) : 125 ans de l'Association d'art de Haute-Autriche
- 1991 : musée Xàntos Jànos, Györ : 4 éléments (installation son et lumière)
- 1991 : Kunsthaus de Zurich : trois espaces, trois femmes artistes (exposition de l'association GSBK)
- 1993 : musée Xàntos Jànos, Györ : 2.e biennale internationale d'arts graphiques
- 1993 : musée Xàntos Jànos, Györ : Colour and Light (installation de lumière)
- 1996 : Académie des beaux-arts de Vienne : Fragile. Handle with Care (installation son et lumière)
- 1998 : Kunsthaus de Zurich : Schwarz (le noir) (exposition de la GSBK)
- 2000 : Oberösterreichisches Landesmuseum (musée de l'État de Haute-Autriche), Linz : Schöpfungszeiten
- 2001 : Oberösterreichisches Landesmuseum (musée de l'État de Haute-Autriche), Linz : Beziehungsfelder
- 2003 : Maison des Arts de Krems : femmes artistes, positions de 1945 à nos jours
- 2005 : Musée des Beaux-Arts Lentos, Linz : Paula’s Home
- 2009 : Musée Kubin, château de Zwickledt/Wernstein : Kubin à nu (exposition de l'Association d'art de Haute-Autriche à l'occasion du 50e anniversaire de la mort d'Alfred Kubin)
- 2010 : Musée Bärengasse, Zürich : Baustellen (chantiers)
- 2017 : Maison des Arts Würth, Schwäbisch Hall : trésors cachés de Vienne, provenant de la collection de l'Académie des beaux-arts de Vienne

### Galeries/expositions individuelles
- 1971 : Galerie Palette, Zurich : Brigitta Malche
- 1972 : Galerie Nebehay, Vienne : Brigitta Malche : tableaux de Grèce I
- 1972 : Galerie Palette, Zurich : Brigitta Malche : tableaux de Grèce II
- 1974 : Galerie 68, Zofingue : Brigitta Malche
- 1974 : Galerie 57, Silvia Steiner, Bienne : Brigitta Malche
- 1975 : Galerie Palette, Zürich : Brigitta Malche : nouveaux tableaux
- 1975 : Modern Art Galerie Wien, Grita Insam : Brigitta Malche
- 1976 : Modern Art Galerie Wien, Grita Insam : Brigitta Malche
- 1978 : Galerie Istvan Schlégl, Zurich : séries Japon I
- 1979 : Association d'art de Haute-Autriche : séries Japon II
- 1980 : Inter Art Galerie Basel : Japan series III
- 1980 : Galerie Istvan Schlégl, Zurich, Art Basel
- 1980 : Galerie Istvan Schlégl, Zurich : Book series
- 1983 : Galerie Istvan Schlégl, Zurich : Série Yiging (tableaux et dessins de Chine)
- 1985 : Galerie Palette, Zurich : Stations
- 1986 : Galerie Zimmermannhaus, Brugg : nouveaux tableaux
- 1986 : Galerie INTAKT, Vienne : Kunst im öffentlichen Raum (art dans l'espace public)
- 1986 : Neue Galerie Wien, Vienne : série matricielle et idéogrammes
- 1987 : Galerie Susanne Mäusli, Zurich : Lieux bleus I
- 1988 : Association d'art de Haute-Autriche, Linz : Lieux bleus II
- 1989 : Galerie für Gegenwartskunst, Bonstetten : Lieux bleus II
- 1991 : Sécession Wien : Quatre éléments (installation son et lumière)
- 1994 : Galerie im Stifterhaus Linz : Polarität I (Polarité I)
- 1994 : Association d'art de Haute-Autriche : Parallele Welten (mondes parallèles)
- 1995 : Galerie Zimmermannhaus, Brugg : Polarität II (Polarité II)
- 1997 : Galerie Othmar Spiess, Zurich : Lichtakte I. Schwarzes Licht (lumière noire)
- 1999 : Galerie Atrium ed Arte, Vienne : Lichtakte I. Schwarzes Licht (lumière noire)
- 2001 : Association d'art de Haute-Autriche, Linz : Lightmarks
- 2001 : Galerie Annamarie M. Andersen, Zurich : Lightmarks
- 2003 : Galerie Annamarie M. Andersen, Zurich : Der fünfte Tag II (le cinquième jour II)
- 2008 : Galerie Annamarie M. Andersen, Zurich : Concept on nature I
- 2008 : Galerie Atrium ed Arte, Vienne : Concepts on nature II
- 2008 : Galerie artmark, Wien : Geometric figures
- 2010 : Galerie Sihlquai 55, Zurich : Fragmente 1980–2010
- 2014 : Galerie Annamarie M. Andersen, Zurich : Heimliche Ordnung – verborgene Strukturen (ordre secret – structures cachées)
- 2018 : Asmalimescit Sanat Galerisi, Istanbul : Metamorfoz
- 2019 : Galerie Gagliardi e Domke, Turin : Entrare nelle capsule del tempo[12]

## Contributions télévisuelles
- SF DRS : Schauplatz, émission du 5 juin 1988
- SF DRS, B Magazin : Richard Paul Lohse, émission du 15 septembre 2002